# فايزماين
فايزماين (بالألمانية: Weismain) هي بلدة ألمانية تقع في بافاريا في ألمانيا.